# ویکفیلد (نبراسکا)
ویکفیلد(به انگلیسی: Wakefield) شهری در ایالت نبراسکا کشور ایالات متحده آمریکا است که جمعیت آن در سرشماری سال ۲۰۱۰ میلادی، ۱٬۴۵۱ نفر بوده‌است.